# Rosikovke
Rosikovke (lat. Droseraceae), biljna porodica iz reda Caryophyllales kojoj pripada preko 170 vrsta biljaka mesožderki. Većina vrsta (177) pripada rodu rosika ili drozera (Drosera) koji je porodici i dao ime. U ostala dva roda pripada svega dvije vrste, to su vodena stupica (Aldrovanda s vrstom A. vesiculosa) i muholovka (Dionaea) s vrstom Venerina muholovka (D. muscipula).

## Opis
Droseraceae, je porodica biljaka rosika, koja se sastoji od tri roda i oko 155 vrsta mesožderki u redu Caryophyllales. S iznimkom vodenog roda Aldrovanda, pripadnici Droseraceae obično rastu u močvarama s lošim uvjetima tla. Najveći rod, Drosera, sadrži oko 152 vrste jednogodišnjih i višegodišnjih biljaka poznatih kao rosika i široko rasprostranjenih u tropskim i umjerenim regijama. Listovi tih biljaka obično su raspoređeni u bazalnu rozetu, a gornje površine lista prekrivene su ljepljivim trihomima (biljnim dlakama) s vrhovima žlijezda koji hvataju i probavljaju kukce i drugi mali plijen. Ti su listovi često uvijeni u pupoljak.
Endem malog područja istočnih Sjedinjenih Država, rod Dionaea sastoji se samo od legendarne venerine muholovke (D. muscipula). Obično se prodaje kao “nova biljka”, Venerina muholovka ima modificirane listove koji se zatvaraju kako bi uhvatili i probavili muhe i drugi plijen.
Biljka Mjehurasta vodena stupica (Aldrovanda vesiculosa) je jedini član svog roda. Nekada široko rasprostranjena u većem dijelu Europe, Azije, Afrike i Australije, navedena je kao ugrožena vrsta na Crvenom popisu ugroženih vrsta IUCN-a. To jew slobodno plutajuća vodena vrsta koja ima sićušne zamke za plijen koje se brzo aktiviraju kako bi ga uhvatile, osobito ličinke komaraca.

## Rodovi
1. Aldrovanda L., 1753
2. Dionaea Sol. ex J. Ellis, 1768
3. Drosera L., 1753

## Vanjske poveznice
|  | Zajednički poslužitelj ima još gradiva o temi Droseraceae |
|  | Wikivrste imaju podatke o taksonu Droseraceae             |